# Gheișa (film din 1983)
Gheișa (陽暉楼?) este un film japonez din 1983, regizat de Hideo Gosha⁠(d).

## Premii și nominalizări
Hideo Gosha a câștigat premiul pentru cel mai bun regizor japonez în 1983 pentru activitatea sa. Filmul a obținut și o serie de alte premii în Japonia.
Premiile cinematografice Hochi (ediția a VIII-a)
- Premiul pentru cea mai bună actriță în rol secundar - Mitsuko Baisho⁠(d)